# منتور (ویرجینیای غربی)
منتور (به انگلیسی: Mentor) یک منطقهٔ مسکونی در ایالات متحده آمریکا است که در شهرستان جکسون، ویرجینیای غربی واقع شده‌است. منتور ۲۶۲٫۱۳ متر بالاتر از سطح دریا واقع شده‌است.